# Evans Kondogbia
Evans Kondogbia (ur. 3 maja 1989 w Nemours) – urodzony we Francji, środkowoafrykański piłkarz, grający na pozycji napastnika.

## Kariera klubowa
Kondogbia profesjonalną karierę rozpoczął w FC Lorient, w którym jednak ani razu nie zagrał w pierwszej drużynie. W 2009 roku trafił do Belgii, przez cztery lata występował przede wszystkim w czwartej lidze, reprezentował barwy kolejno RRC Hamoir, Sprimont-Comblain i RFC Liège. Przed sezonem 2013/2014 podpisał umowę z Royal Charleroi, przez pół roku nie zdołał jednak zadebiutować w ekstraklasie, a w styczniu 2014 roku został wypożyczony do trzecioligowego KRC Mechelen.

## Kariera reprezentacyjna
W reprezentacji Republiki Środkowoafrykańskiej zadebiutował w 2010 roku.

## Życie osobiste
Jego bratem jest Geoffrey Kondogbia, który ma na koncie występy w reprezentacji Francji.